# Накамура, Коити
Коити Накамура (яп. 中村 光一 Накамура Ко:ити, 16 августа 1964) — японский геймдизайнер и продюсер. Получил известность ещё во время учёбы в старшей школе, приняв участие в конкурсе программирования компании Enix и победив там со своей игрой Door Door. В 1984 году основал собственную студию по разработке компьютерных игр под названием Chunsoft, и в данный момент занимает пост её президента.

## Биография

### Ранняя деятельность
Ещё в школе Накамура был членом математического кружка и буквально с детства стал увлекаться программированием, в частности, среди прочих своих проектов с помощью языка Бейсик портировал стрелялку для аркадных автоматов Galaxy Wars на домашний компьютер TRS-80. Скопив немного денег на доставке газет, в 1981 году он приобрёл компьютер NEC PC-8001 и начал создавать для него различные приложения, так, разработанный им инструмент для удобства введения машинного кода опубликовали в журнале I/O, и за эту работу юноша получил гонорар в 20 тысяч иен. Также для тренировки навыков в мае Накамура портировал аркаду Space Panic и при участии всё того же журнала выпустил её под названием ALIEN Part II. Аудиокассеты с записью игры продавались довольно хорошо и принесли издателю 200 тысяч иен дохода.
В январе 1982 года им был переработан горизонтальный скролл-шутер Scramble, позже из-за проблем с авторскими правами переименованный в Attacker, и этот проект собрал более миллиона иен. Затем последовал порт экшена River Patrol, переименованный в River Rescue, его выпустили в составе компиляции Maikon Game Book 4 журнала I/O. Всего за время сотрудничества с этим издательством Накамура заработал около двух миллионов иен и запомнился в компании как весьма талантливый молодой программист. Накопив достаточно денег, он приобрёл компьютер NEC PC-8801 и решил стать профессиональным разработчиком видеоигр. С этой целью он принял участие в первом ежегодном конкурсе любительского программирования, организованном компанией Enix, и, заняв со своей головоломкой Door Door второе место, получил денежное вознаграждение в 500 тысяч иен.

### Сотрудничество с Enix
Окончив школу, в 1983 году Коити Накамура переехал на постоянное место жительства в Токио, где поступил в Университет электроники и коммуникаций. В это время он активно занимался портированием своего главного хита Door Door на различные домашние компьютеры, и за счёт этой деятельности получал доход около 10 млн иен в год. Вскоре создал свою вторую игру, получившую название Newtron, а 9 апреля 1984 года, объединившись с четырьмя другими разработчиками, основал собственную студию Chunsoft, при этом находясь ещё только на втором курсе университета. Для работы они сняли комнату в жилом комплексе недалеко от столицы в городке Тёфу и там приступили к созданию новых игр.
Первый релиз образовавшейся компании состоялся в 1985 году, и это была портированная версия Door Door для персонального компьютера NEC PC-6001. Вскоре их основной издатель Enix начал осваивать рынок консолей, и разработчики принялись готовить игры для быстро набиравшей популярность приставки Famicom. Эта деятельность сразу же принесла дивиденды, например, если ПК-версии Door Door разошлись тиражом лишь в 80 тысяч копий, то картриджей консольной версии было продано более 200 тысяч штук. Другой перспективный геймдизайнер Enix Юдзи Хории, тоже победивший на конкурсе программирования, пригласил Накамуру принять участие в портировании своей детективной визуальной новеллы The Portopia Serial Murder Case. Оба автора были заядлыми поклонниками западных ролевых игр Wizardry и Ultima, поэтому вскоре решили сделать собственную РПГ для Famicom. Игра, получившая название Dragon Quest, вылилась впоследствии в масштабную серию, и Накамура оставался постоянным её программистом вплоть до пятой части, вышедшей в сентябре 1992 года, после чего прекратил отношения с Enix.

### Поздние проекты
Первой независимой работой Chunsoft стала визуальная новелла Otogirisō, впервые компания занималась не только разработкой игры, но ещё и изданием. В середине девяностых годов они выпустили для платформы Super Famicom несколько довольно успешных игр, наиболее известны из них Torneko no Daibōken: Fushigi no Dungeon, Kamaitachi no Yoru и Mystery Dungeon: Shiren the Wanderer, благодаря им компания сделала себе неплохую репутацию в индустрии. Со временем Накамура отошёл от программирования, занимаясь в основном продюсированием новых проектов и управлением студией. Поздние продукты Chunsoft ориентированы скорее на узкую аудиторию потребителей и уже не обладают такой большой популярностью, большинство из них выпущены в сотрудничестве с Sega, а один из последних успешных проектов, в реализации которого Накамура принял непосредственное участие, — визуальная новелла 428: Fūsa Sareta Shibuya de.

## Созданные игры
- Door Door
  - Door Door mkII
- Newtron
- Portopia Renzoku Satsujin Jiken
- Dragon Quest (режиссёр, программист)
  - Dragon Quest II (режиссёр, главный программист)
  - Dragon Quest III (режиссёр)
  - Dragon Quest IV: Chapters of the Chosen (режиссёр)
  - Dragon Quest V: Hand of the Heavenly Bride (координатор)
- Famicom Jump II: Saikyō no Shichinin (режиссёр)
- Otogirisō (режиссёр, продюсер)
- Torneko no Daibōken: Fushigi no Dungeon (продюсер)
  - Torneko: The Last Hope (исполнительный продюсер)
  - Dragon Quest Characters: Torneko no Daibōken 3 (исполнительный продюсер)
- Kamaitachi no Yoru (продюсер)
  - Kamaitachi no Yoru 2: Kangoku-jima no Warabe Uta (исполнительный продюсер)
  - Kamaitachi no Yoru x 3: Mikatzuki-jima Jiken no Shinsō (продюсер)
- Shiren the Wanderer (продюсер)
  - Shiren the Wanderer GB (продюсер)
  - Fushigi no Dungeon: Fūrai no Shiren 2: Oni Shūrai! Siren-jō! (исполнительный продюсер)
  - Shiren the Wanderer GB 2 (исполнительный продюсер)
  - Shiren the Wanderer Gaiden (координирующий режиссёр)
  - Shiren Monsters Netsal (продюсер)
- Chocobo's Dungeon (координирующий режиссёр)
  - Chocobo's Dungeon 2 (координирующий режиссёр)
- Machi (продюсер)
- 3-Nen B-Gumi Kinpachi Sensei: Densetsu no Kyoudan ni Tate! (продюсер)
- Homeland (продюсер)
- Pokémon Mystery Dungeon: Explorers of Time и Explorers of Darkness (продюсер)
- Imabikisō (исполнительный продюсер)
- 428: Fūsa Sareta Shibuya de (продюсер)
- Trick × Logic (исполнительный продюсер)